# Gardinovci
Gardinovci es un pueblo ubicado en el municipio de Titel, en el distrito de Bačka del Sur, Serbia.

## Superficie
Posee una superficie de 32,32 kilómetros cuadrados.

## Demografía
Hasta 2022 la población era de 1114 habitantes, con una densidad de población de 34,46 habitantes por kilómetro cuadrado.